# Texico (Nuovo Messico)
Texico è un comune (city) degli Stati Uniti d'America della contea di Curry nello Stato del Nuovo Messico. La popolazione era di 1 130 abitanti al censimento del 2010. La città si trova sul confine tra Texas e Nuovo Messico con la città di Farwell, Texas, al di là del confine.

## Geografia fisica
Secondo lo United States Census Bureau, la città ha una superficie totale di 2,15 km², dei quali 2,15 km² di territorio e 0 km² di acque interne (0,12% del totale).

## Storia
Il nome è un portmanteau di  "Texas" e "New Mexico". Texico si trova sul confine tra Texas e Nuovo Messico. La città di Farwell confina con Texico sul lato del Texas del confine.

## Società

### Evoluzione demografica
Secondo il censimento del 2010, la popolazione era di 1 130 abitanti.

### Etnie e minoranze straniere
Secondo il censimento del 2010, la composizione etnica della città era formata dal 52,57% di bianchi, il 4,69% di afroamericani, l'1,5% di nativi americani, lo 0,09% di asiatici, lo 0,09% di oceanici, il 38,41% di altre etnie, e il 2,65% di due o più etnie. Ispanici o latinos di qualunque etnia erano il 55,93% della popolazione.